# Hédi Mabrouk

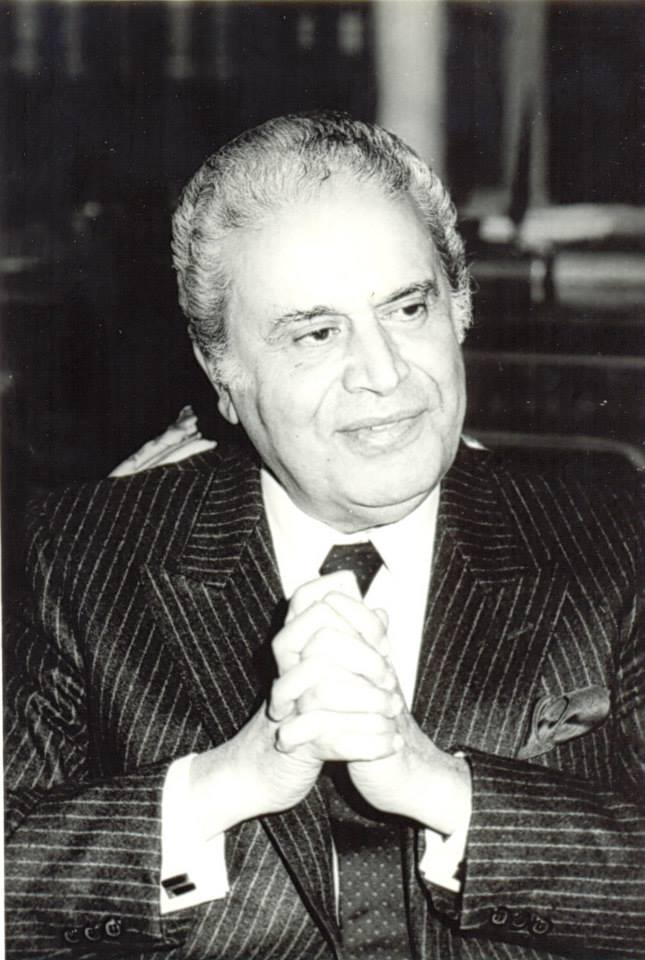
Hédi Mabrouk

Hédi Mabrouk (arabisch الهادي المبروك, DMG al-Hādī al-Mabrūk; * 7. April 1921; † 16. Juni 2000 in Sidi Bou Saïd) war ein tunesischer Diplomat und Politiker der Sozialistischen Destur-Partei.

## Leben
Mabrouk war Mitarbeiter der Kolonialverwaltung des Protektorats Tunesien in Französisch-Nordafrika. Nach der Unabhängigkeit Tunesiens von Frankreich am 20. März 1956 war er von 1957 bis 1958 Gouverneur des Gouvernements Kasserine sowie zwischen 1959 und 1960 Gouverneur des Gouvernements Gafsa, ehe er von 1960 bis 1961 als Gouverneur des Gouvernements Kef fungierte.
Nach mehreren weiteren Verwendung in der Regierung Tunesiens wurde Mabrouk am 26. Dezember 1973 Nachfolger von Abdesselem Ben Ayed als Botschafter in Frankreich und bekleidete dieses Amt bis zum 6. Oktober 1986, woraufhin Mustapha Zaanouni dortiger Nachfolger wurde. 1980 gehörte er in dieser Funktion mit anderen arabischen Botschaftern in Frankreich zu den Mitgründern des in Paris ansässigen Institut du monde arabe (IMA). Bereits kurz vor seiner Abberufung als Botschafter wurde er am 15. September 1986 als Nachfolger von Beji Caid Essebsi zum Außenminister in die Regierung von Premierminister Rachid Sfar berufen. Er behielt dieses Amt auch in der kurzzeitigen Regierung von Premierminister Zine el-Abidine Ben Ali vom 2. Oktober 1987 bis 7. November 1987 und wurde dann von Mahmoud Mestiri abgelöst.

## Veröffentlichung
- Feuilles d’Automne, Autobiografie, Sud Editions, 2012